# قلعه ماکی‌شیما

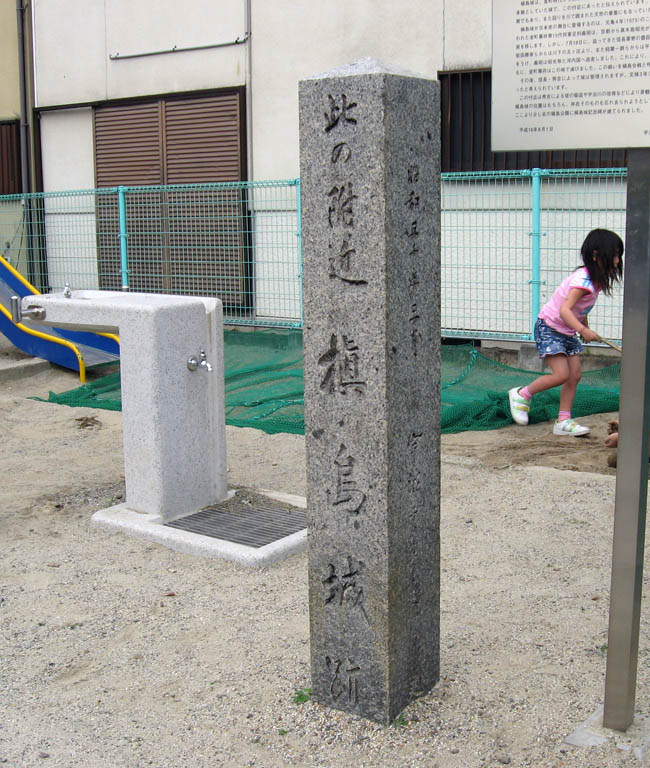
سنگ یادبود قله ماکی‌شیما

قلعه ماکی‌شیما (به ژاپنی: 槇島城) یک قلعه ژاپنی بود که شهرک ماکی‌شیما در اوجی، کیوتو در استان کیوتو در ژاپن قرار داشت. در دوره سنگوکو این قلعه در اطراف پایتخت کیوتو در نزدیکی برکه اوکورا و ولایتی به نام ولایت یاماشیرو قرار گرفته بود. در سال ۱۵۷۳ شوگون پانزدهم آشیکاگا یوشی‌آکی که در حال گریز از پایتخت به علت حمله اودا نوبوناگا بود، به همراهی و پشتیبانی ملازم و سردار خویش ماکی‌شیما آکی‌میتسو به این قلعه وارد شد. سپس اودا نوبوناگا این قلعه را محاصره نظامی کرد. یوشی آکی تسلیم شد و بعد از خروج از قلعه به قلعه واکائه در ولایت کاواچی رفت.